# Fuji
För andra betydelser, se Fuji (olika betydelser).
Fuji (japanska: 富士山?, Fuji-san info) är Japans högsta berg. Dess topp är belägen 3 776 meter över havet på ön Honshu, 100 kilometer sydväst om Tokyo. Berget är en aktiv stratovulkan. Längs randen av kratern ligger åtta toppar som alla går att nå till fots.
Fuji ingår i Fuji-Hakone-Izu nationalpark och runt vulkanen ligger fem större sjöar, Fuji goko. Bergets topp är snöklädd större delen av året. Berget har ikonisk status och uppfattas i Japan som en nationalsymbol.
Vulkanen är viktig för vattenförsörjningen av kringliggande områden då den har flera akviferer och grundvattenkällor.

## Etymologi
Det finns flera teorier om hur namnet Fuji uppstått. Enligt en äldre teori skulle berget vara uppkallat efter en eldgud hos ainufolket, Kamui Fuchi. Det antas dock numera att namnet har japanskt ursprung. I 900-talssagan Taketori Monogatari sägs att namnet skulle komma av odödlig, fushi (不死). Ett äldre, poetiskt, namn är Fugaku, som används till exempel i 36 vyer av berget Fuji, Fugaku Sanjūrokkei, och som benämning på asteroiden 3996 Fugaku.
En av flera moderna teser är att namnet skulle vara besläktat med det japanska namnet för blåregn, fuji (藤), eller regnbåge, niji (虹). Fuji betyder även ljuslila på japanska. Ytterligare en populär föreställning är att namnet skulle betyda enastående eller unik, fuji (不二).
I västvärlden översätts det japanska namnet med Fuji eller Fujisan. Suffixet -san i Fujisan har ingen koppling till det artighetssuffix som läggs på namn i japanskan utan betyder helt enkelt berg. Tidigare har även namnet Fujiyama använts på svenska, en läsning som inte förekommer på standardjapanska.

## Historia
Den nuvarande vulkanen har rest sig över en grupp av tidigare mindre vulkankäglor. Den största delen av käglan byggdes upp för 11 000 till 8 000 år sedan. Det senaste kända utbrottet, Hōeiutbrottet, skedde 1707 och är det största i historisk tid. Aska från utbrottet spreds till Edo och det bildades en ny krater på östra sluttningen, döpt till Hōei-zan efter den innevarande perioden Hōei.

## Kultur

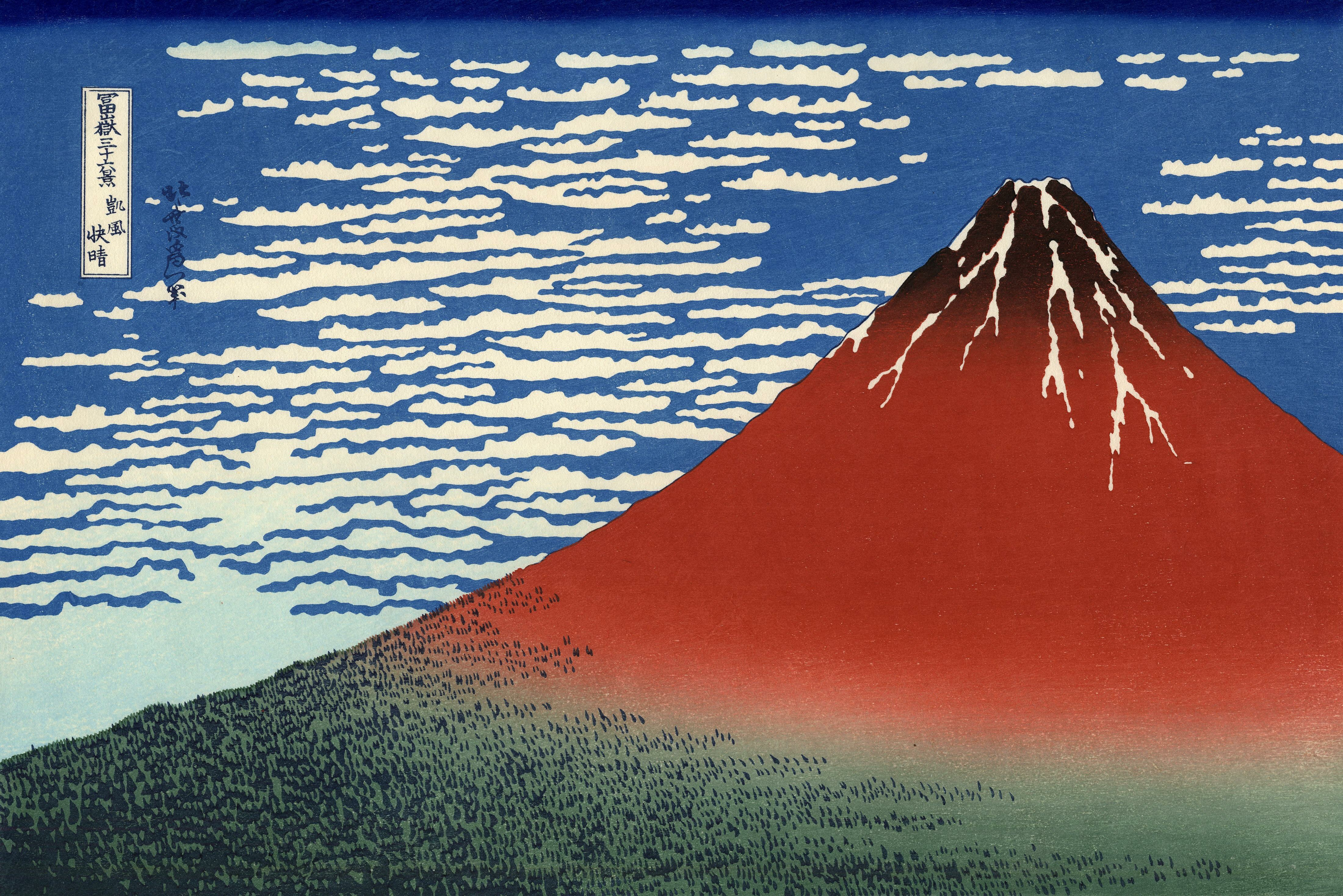
Fuji i tolkning av Hokusai.

Fuji har varit ett populärt motiv för japanska konstnärer. Inom ukiyo-ekonsten intar avbildningar av Fuji en särskild plats med Hokusais 36 vyer av berget Fuji som ett särskilt känt exempel.
Berget besjungs också ofta i traditionell japansk musik, till exempel Nagauta. Ett tidigt exempel är en sång om berget som nämns i Manyoshu. Långt senare har berget givit namn åt Japans största musikfestival, Fuji Rock Festival, som första året hölls vid bergets fot.

## Bestigning
Fuji symboliserar renhet och ursprunglighet och bestigs varje år av ett stort antal pilgrimer. Under sommarhalvåret går bussar ungefär halvvägs upp på berget. Under juli och augusti finns också flera stationer med förnödenheter längs de lättillgängligaste vägarna mot toppen. Vid andra tider på året är berget betydligt mer svårbestiget och det kan vara farligt att försöka bege sig upp. Omkring 200 000 människor bestiger berget varje år. Det finns en läskautomat på toppen. Dryckerna fraktas upp med hjälp av en bandvagn. Det finns även en brevlåda där.

## Bildgalleri

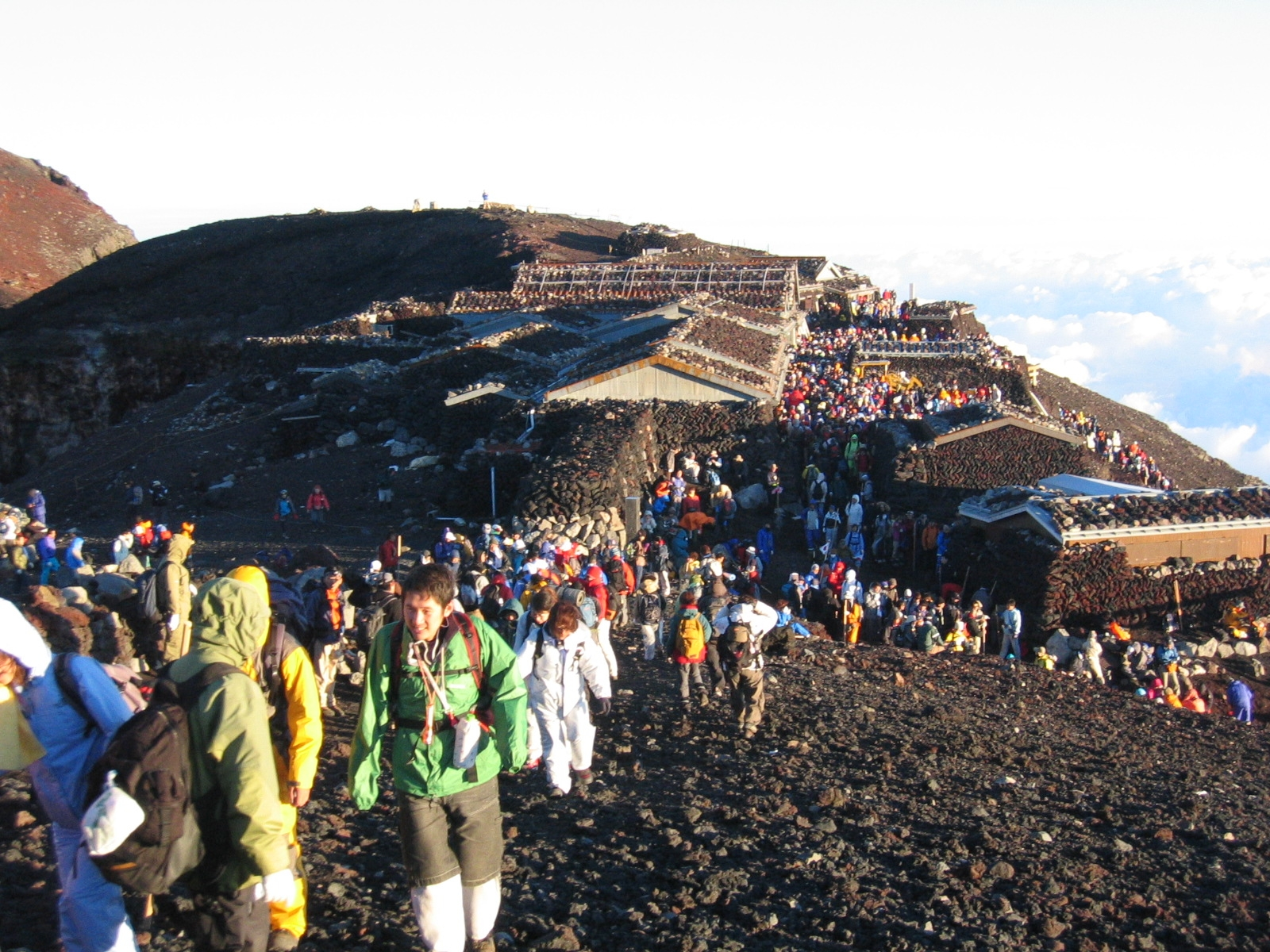
En av fjällstationerna, Yoshidaguchi.
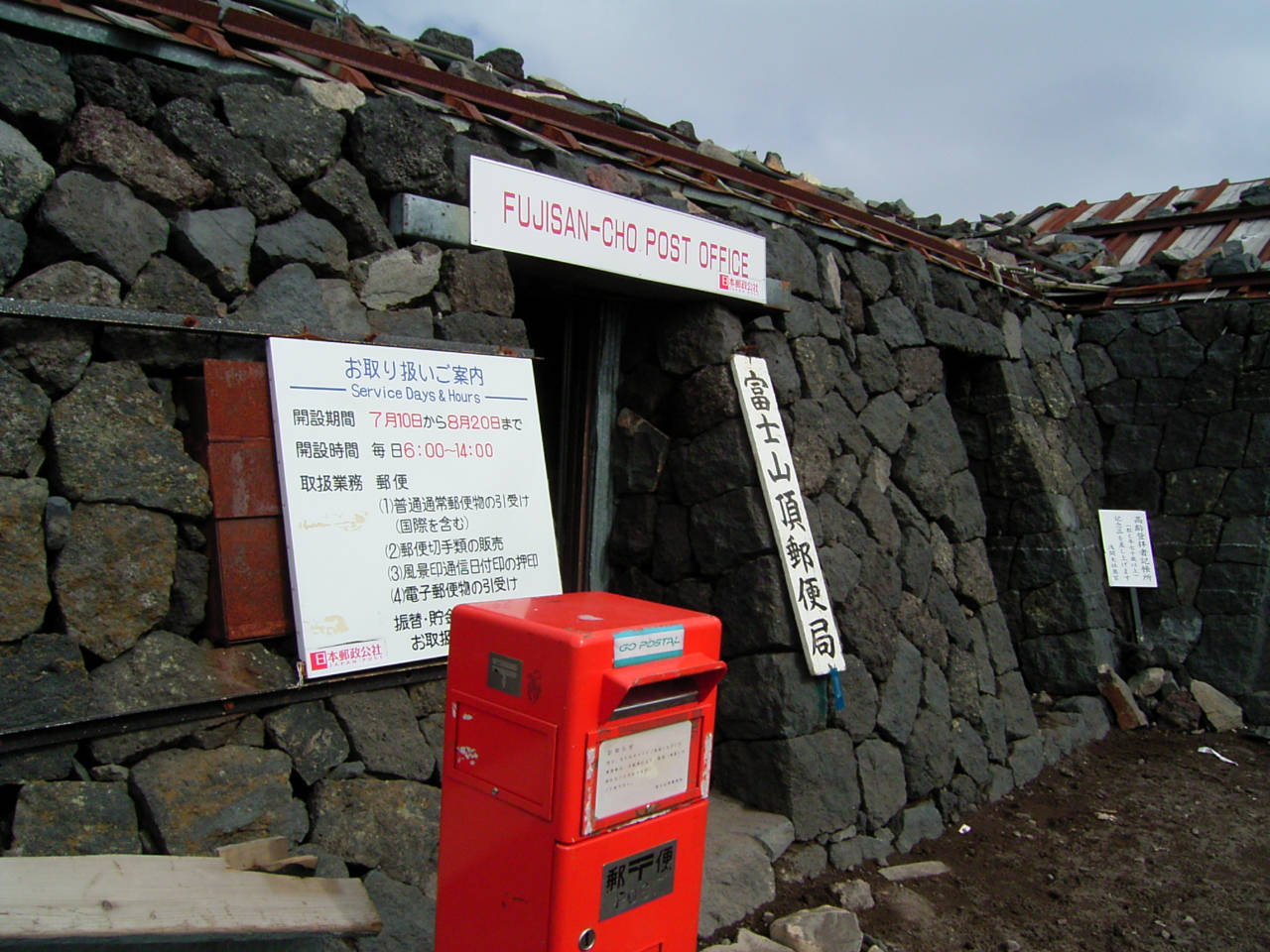
Bergets eget postkontor.
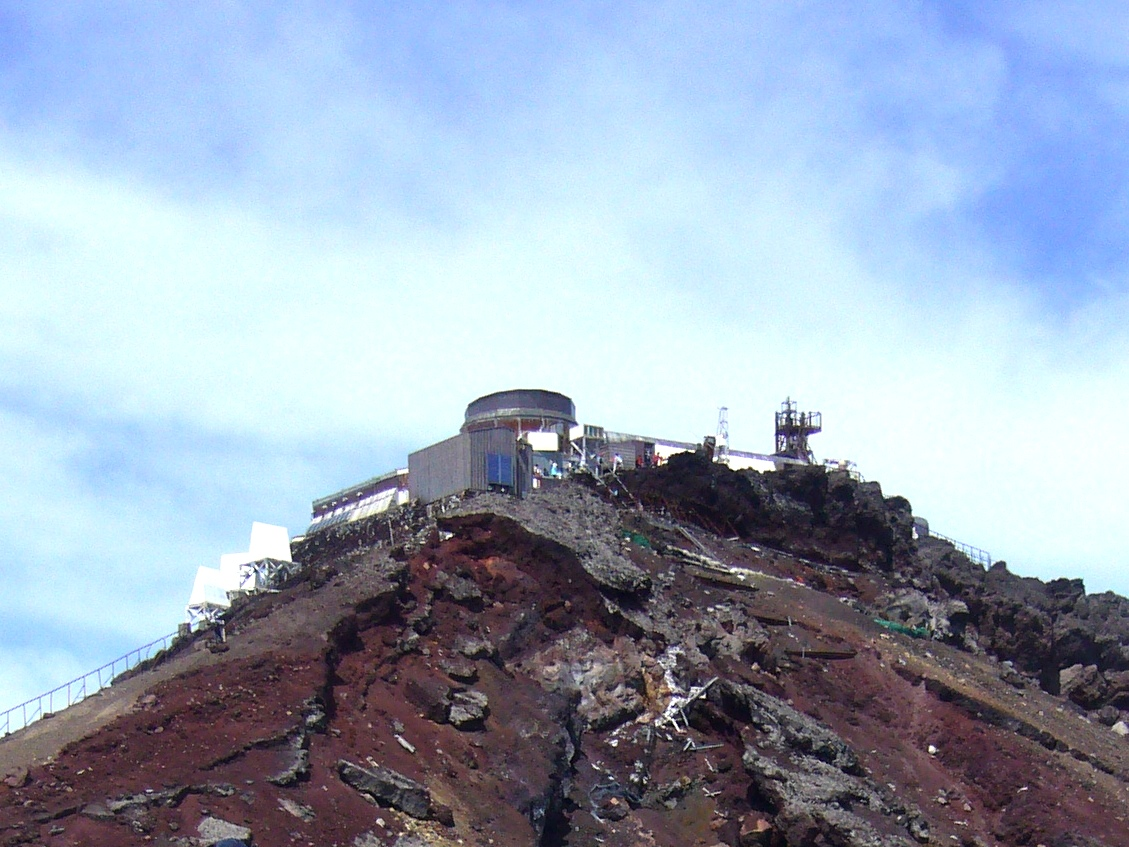
Nedlagd radarstation på bergets högsta topp.
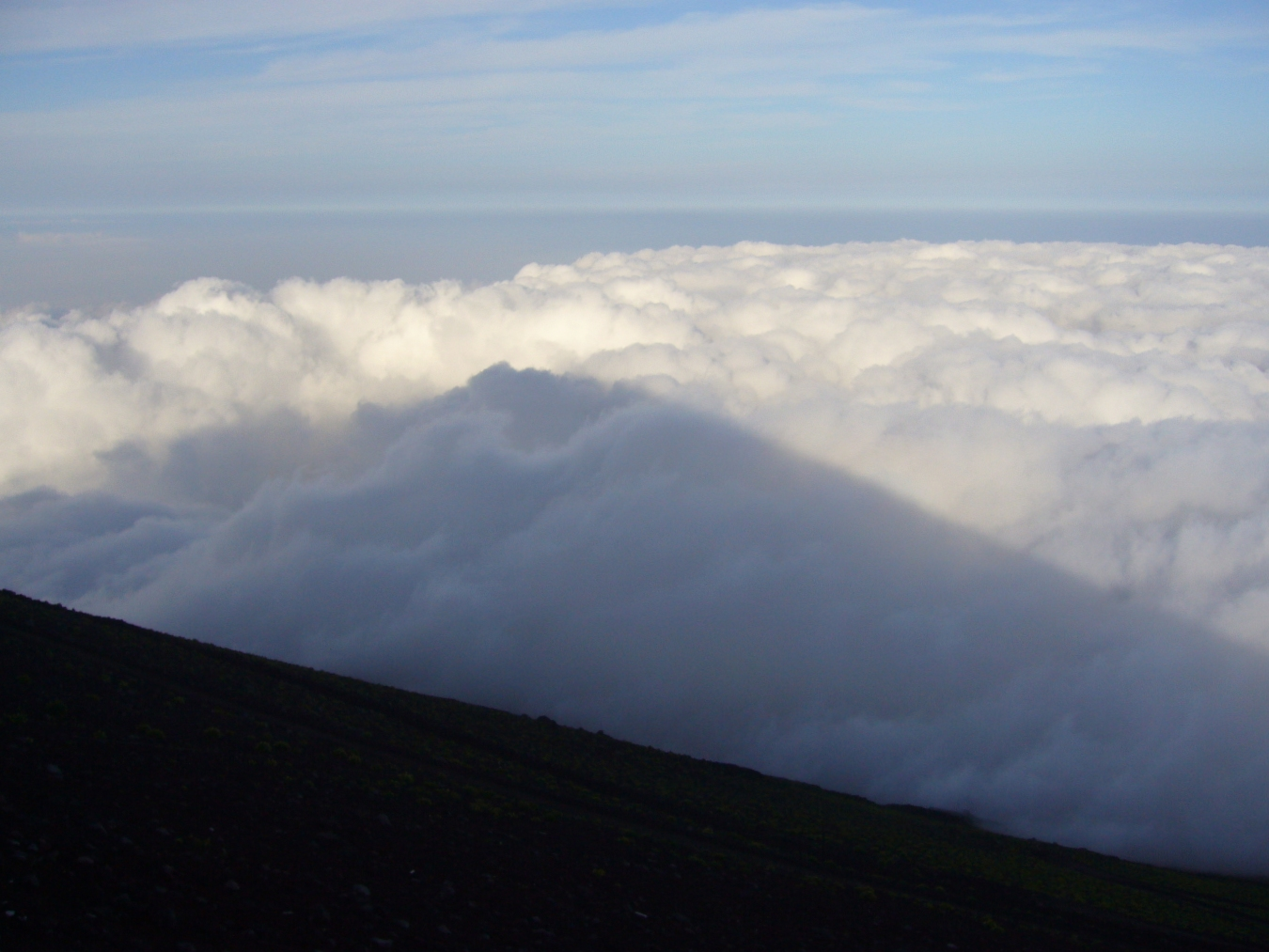
Fuji kastar sin skugga på molnen.
Fuji sett över Tokyo skyline i Shinjuku